# Mietskaserne

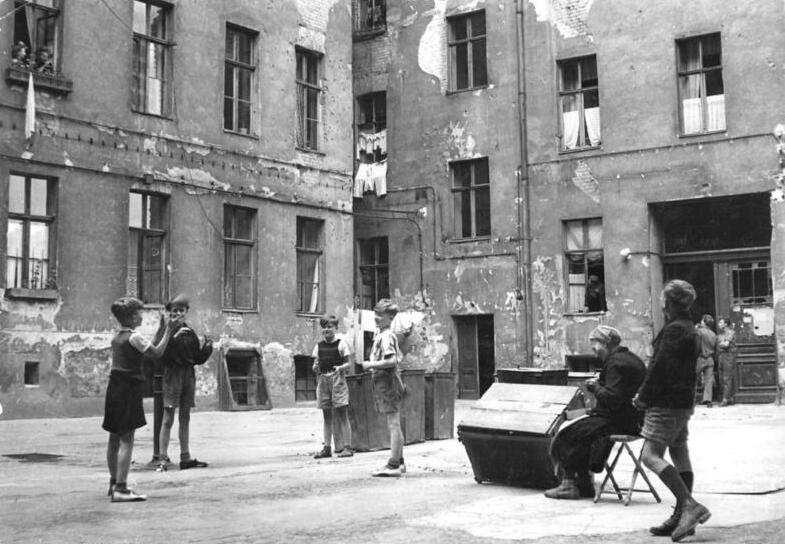
Berliner Hinterhof, 1952

Als Mietskaserne (auch Wohnkaserne; in Österreich Zinskaserne) bezeichnet man ein mehrgeschossiges innerstädtisches Mietshaus mit einem oder mehreren Innenhöfen aus der Zeit der Industrialisierung (Gründerzeit), das für die breite Bevölkerungsschicht der Arbeiter und Angestellten errichtet wurde.
Mietskasernen wurden in der Regel von Großgrundbesitzern oder Terraingesellschaften, den Vorläufern heutiger Wohnungsbaugesellschaften, in geschlossener Bauweise errichtet. Beim Bau einer Mietskaserne wurde die Grundstücksfläche im Rahmen der Bauvorschriften bestmöglich ausgenutzt.
Nachdem viele Mietskasernen durch die Sanierungen der letzten Jahre und Jahrzehnte baulich aufgewertet wurden, spricht man heute eher von Altbaugebieten oder Altbauquartieren, oder zeitbezogen von Gründerzeitquartieren. Nicht zu verwechseln sind sie mit tatsächlichen, ehemaligen Kasernen, die später zu Wohnzwecken umgebaut wurden.

## Bauliche Gliederung

Entwicklung der Grundstücksbebauung durch Mietskasernen (BZ = Berliner Zimmer)

Die Mietskaserne gliedert sich in mehrere Gebäudeteile:
Vorderhaus
Unmittelbar an der Straße und parallel dazu stehend, oft mit repräsentativer Schau-Fassade, als Teil der straßenseitigen Blockrandbebauung
Seitenflügel
Erweiterung des Vorderhauses im 90°-Winkel an einer oder beiden seitlichen Grundstücksgrenzen; meist mit eigenem Treppenaufgang.
Hinterhaus (auch Quergebäude oder euphemistisch Gartenhaus)
rückseitige Hofbebauung, die parallel zum Vorderhaus und somit parallel zur Straße steht, oft im Anschluss an Seitenflügel. Bei mehreren Höfen gibt es dementsprechend mehrere Hinterhäuser.
Remise
meist ein- oder zweigeschossiges Nebengebäude, das als Garage oder gewerblich genutzt wird, früher oft auch als Stallgebäude für Pferde oder Kühe.
Insbesondere bei mehreren Hinterhäusern und Seitenflügeln auf einem Grundstück ergibt sich von oben betrachtet eine kammförmige oder leiterförmige Baustruktur aus Gebäudetrakten, die parallel zur Straße stehen (Vorder- und Hinterhäuser) und solchen, die senkrecht dazu stehen (Seitenflügel, Remisen).

## Baunorm und Bauform

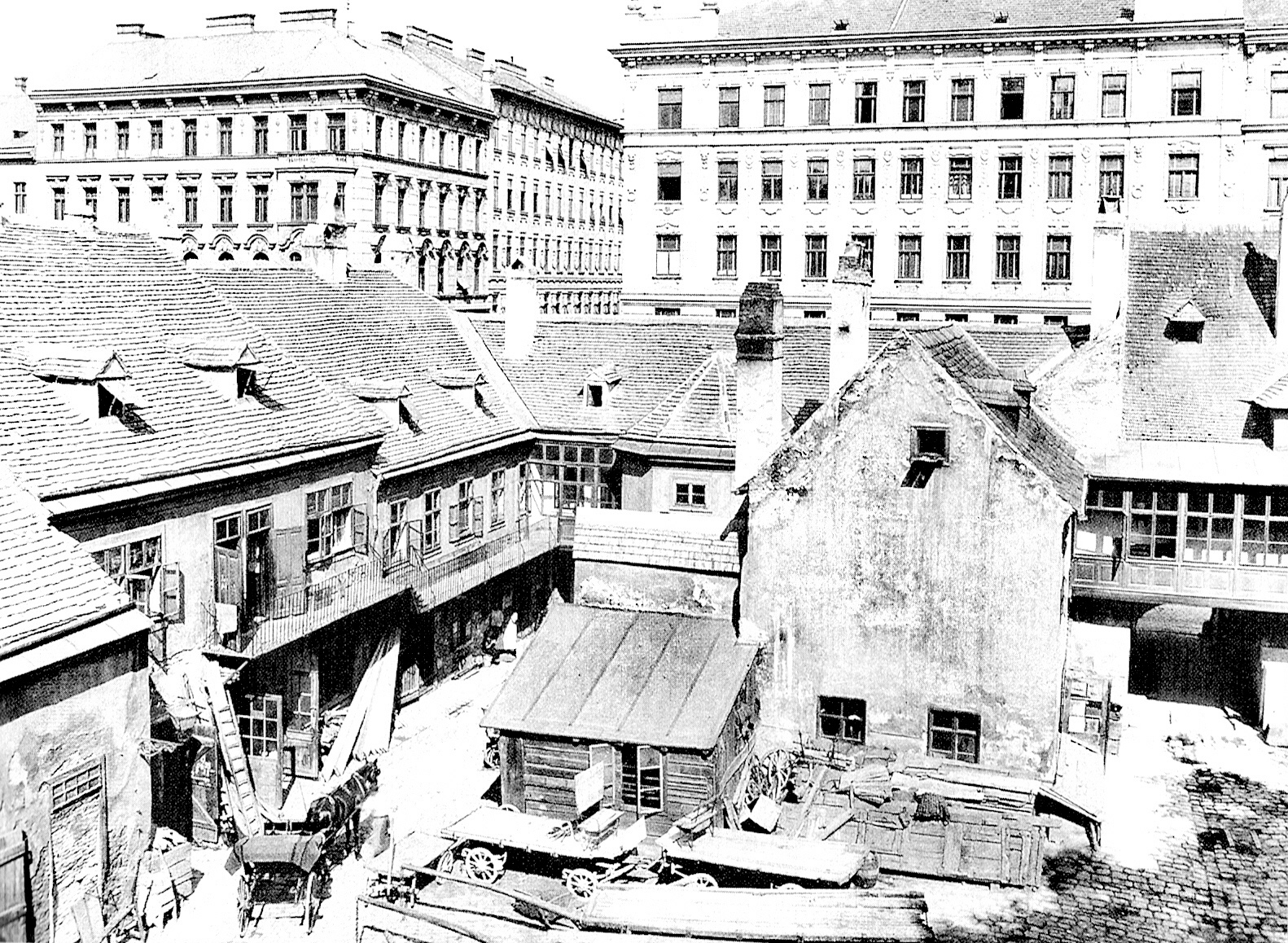
Zinshäuser (im Hintergrund) ersetzten im stark wachsenden Wien der Gründerzeit fast die gesamte dörflich geprägte Bebauung der ehemaligen Vorstädte.

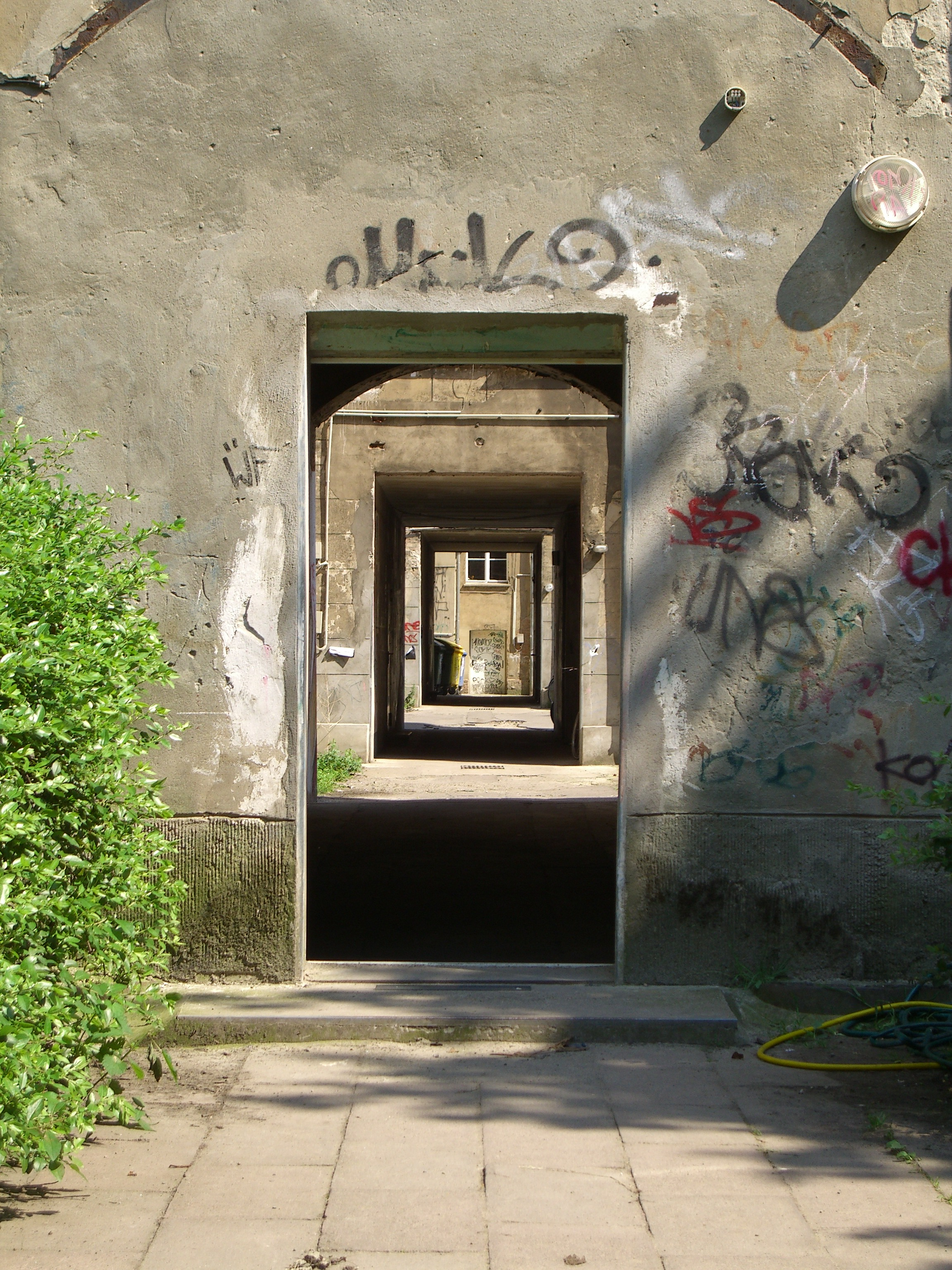
Wie hier im Berliner Ortsteil Prenzlauer Berg sind bei Mietskasernen oft mehrere Hinterhöfe miteinander verbunden.

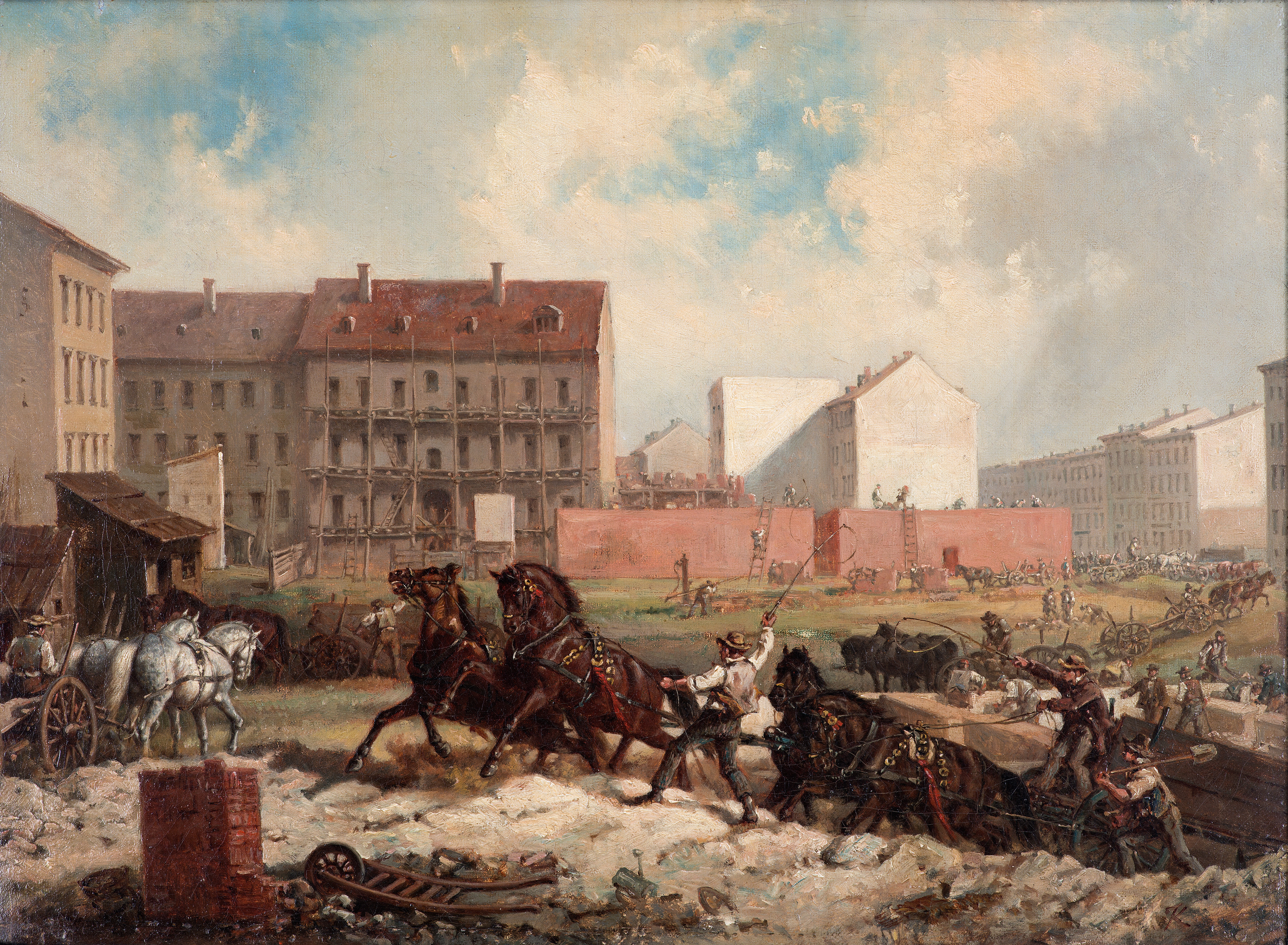
Tempo der Gründerjahre, Bauarbeiten in der Grenadierstraße (heute: Almstadtstraße), um 1875

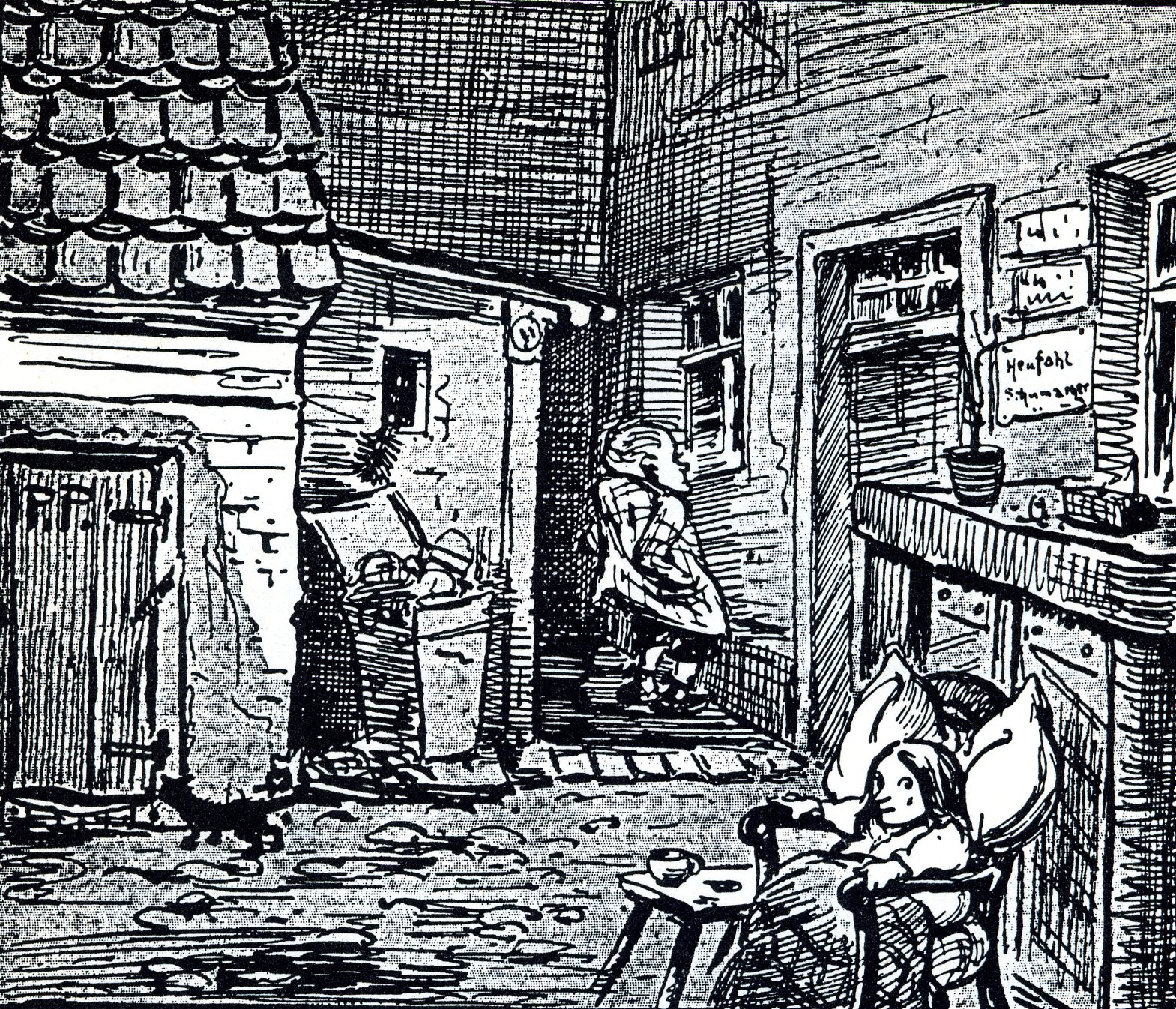
Zeitgenössische Kritik an der Mietskasernenstadt in einer Zeichnung von Heinrich Zille – „Mutta, jib doch die zwee Blumtöppe raus, Lieschen sitzt so jerne ins Jrüne!“

Grundlage der Bauvorschriften bildete der in Berlin von James Hobrecht erstellte erste Bebauungsplan mit 14 Abteilungen von 1862. Der Innenhof eines Miethauses musste nach Polizeivorschrift mindestens so groß geplant werden, dass eine pferdegezogene Feuerwehrspritze darin wenden konnte. Laut Baupolizeiordnung waren das genau 5,34 m × 5,34 m. Eine Abfolge von drei oder vier Höfen war keine Seltenheit. Die Höfe waren meist über Durchfahrten von der Straße aus erreichbar. Mehrere Mietskasernen bildeten einen Baublock. Die unglaublich enge Bauweise dieser Wohnblöcke kam einer „Kasernierung“ der Bewohner gleich, wovon sich die Bezeichnung ableitet. 1905 lebten in Berlin (in den damaligen Grenzen der Stadt) 719 Einwohner auf einem Hektar mit Häusern bebauter Fläche (also der Stadtfläche nach Abzug von Straßen, Plätzen, sonstigen Verkehrsflächen, Höfen, Gewässern, Parks, landwirtschaftlichen Flächen, Wäldern usw.). In den damals selbständigen Städten Schöneberg waren es 576 Einwohner je Hektar mit Häusern bebauter Fläche und in Charlottenburg 456 Einwohner. Damit waren Berlin, Schöneberg und Charlottenburg die damals am dichtesten bewohnten deutschen Großstädte, vor Breslau (dort 423 Einwohner je Hektar mit Häusern bebauter Fläche).
Das Vorderhaus war mit seiner aufwändigeren Gestaltung an das Bürgerhaus angelehnt. Die Straßenfassaden waren oftmals mit Stuckaturen gestaltet und durch Gesimse gegliedert. Die Geschosse des Vorderhauses waren meist höher als in Seitenflügeln und Hinterhaus, sodass die Wohnverhältnisse durch mehr Tageslicht begünstigt, und diese von sozial höheren Schichten bewohnt wurden. Zum Vorderhaus gehörte meistens noch das in der Ecke des Seitenflügels befindliche Berliner Zimmer als Durchgangszimmer zu den Stuben des Seitenflügels. In den Hinterhäusern bestanden die Wohnungen aus einer Küche, einem Schlafzimmer und manchmal noch einer Kammer. Beheizbar war nur die Wohnküche, wo sich auch das Familienleben abspielte. Im Erdgeschoss und im Souterrain siedelten sich meistens Gewerbebetriebe an. Nur ein geringer Teil der Wohnungen war an das sanitäre System angeschlossen. Die meisten Gründerzeitbauten wurden erst in den 1920er-Jahren mit Sanitäreinrichtungen nachgerüstet. Meist teilten sich mehrere Mietparteien eine Toilette auf dem Gang oder im Treppenhaus.
Die ersten Mieter zogen bereits ein, während die Bauleute auf den Gerüsten noch die Fassaden verputzten. Man sprach daher seit den 1860er Jahren vom „Trockenwohnen“ der Wohnungen. Die oft mangelhaften hygienischen Zustände, Kälte, Feuchtigkeit und Dunkelheit verursachten ein gesundheitsschädliches Wohnklima, das sich in den Wohnungen im Tiefparterre und Dachgeschoss noch verschärfte. Dennoch mussten die Bewohner 25 bis 30 Prozent ihres Einkommens für die Zwei- bis Drei-Zimmer-Wohnungen ausgeben. Um die Mieten finanzieren zu können, wurden die zusätzlichen Räume der beengten Wohnungen meistens wieder untervermietet oder Betten an sogenannte Schlafgänger vermietet. Einen solchen Schlafplatz teilten sich oft mehrere Leute umschichtig. Bis zu 30 Menschen lebten in einer Wohnung. Sogar auf dem Flur hausten Menschen notdürftig auf einer Matratze. In den engen Lichthöfen sammelte sich oft der Müll.

## Typische Mietskasernen
Mietskasernen existierten in Deutschland vor allem in Großstädten wie Berlin und Hamburg, wo die großen Grundstücke großflächig überbaut wurden. In Österreich wurden sie in Wien ab 1880 vor allem in den südlichen und westlichen Außenbezirken – jenseits des Wiener Gürtels – unter der Bezeichnung Zinshaus gebaut. Als besonders dicht verbaute Gebiete gelten in Wien beispielsweise Neu-Penzing oder auch Neulerchenfeld und Favoriten.
Als extremes Beispiel galt Meyers Hof in der Berliner Ackerstraße, der sechs Hinterhöfe umfasste und etwa 2000 Menschen in 300 Wohnungen beherbergte. Die Wohnanlage Meyers Hof wurde im Zuge der Sanierungsmaßnahmen im Sanierungsgebiet Brunnenstraße abgerissen. Einer der größten geschlossenen Häuserblocks befindet sich in Berlin im Ortsteil Prenzlauer Berg. Er hat über 30 Hinterhöfe verschiedener Größe und liegt zwischen den Straßen Prenzlauer Allee, Marienburger Straße, Winsstraße und Immanuelkirchstraße.
Der Architekt Franz Hoffmann, Mitinhaber der Architektengemeinschaft Taut & Hoffmann, hat bei einem öffentlichen Vortrag folgende Einschätzung einer Mietskaserne gegeben:

„[…] Früher waren die Baublocks von Berlin fast ausschließlich mit Vorderhäusern bebaut. Die großen Innenflächen der Baublocks bildeten Gärten. – Durch die Bauordnung von 1858 wurde es möglich, auch Tiefgrundstücke zu bebauen, und nicht, wie am Anfang, in der Hauptsache nur Randbebauung durchzuführen. Dadurch entstanden die entsetzlichen Mietskasernen in allen größeren Städten der Welt und auch in Berlin. Es wurden an engen Höfen mit außerordentlich schlechten Grundrissen Wohnungen gebaut, die jeder Hygiene widersprachen und zu einer Verelendung seiner Bewohner führen mussten. […] Wenn man außerdem bedenkt, dass viele, die in diesen schlechten lichtarmen Wohnungen leben mussten, den Tag über in hässlichen und unhygienischen Fabriken tätig waren, […] so kann man sich vorstellen, dass die Arbeiter der damaligen Zeit meistens schon mit 50 Jahren in die Grube sanken.“

Als eine der letzten vollständig erhaltenen Mietskasernen gilt der Loests Hof in Halle (Saale). Der Loests Hof wurde von 1884 bis 1890 vom Bauunternehmer Rudolf Loest errichtet. Bei einer Länge von 250 Metern, vier Stockwerken, geschlossener Blockrandbebauung und in der Form eines profanen Backsteinfunktionalismus wurde er als einer der größten seiner Art errichtet. Die durchschnittliche Belegungszahl pro Wohneinheit betrug sechs Personen, insgesamt wohnten einst 2700 Menschen im Loests Hof. Der Hof war ursprünglich eng bebaut mit Ställen, Schuppen und Gewerbebetrieben. Der Loests Hof gilt als Paradebeispiel der städtebaulich und hygienisch problematischen Mischkultur der gründerzeitlichen Arbeiterviertel.

## Entstehungsbedingungen
Gründe für das Entstehen der Mietskasernen in den wachsenden Großstädten war die durch starken Zuzug während der Industrialisierung sowie hohes Bevölkerungswachstum in der zweiten Hälfte des 19. Jahrhunderts entstandene Wohnungsnot, die Ausweisung großer Baugrundstücke und eine Bauordnung, die den Bauherren die genaue Ausgestaltung der Bebauung weitgehend frei ließ. Da die Wohnungsspekulanten nur geringe Mieten von den Arbeitern verlangen konnten, versuchten sie die Rendite durch enge Bebauung und auf Kosten der Qualität zu erzielen.
Die neuen Rahmenbedingungen führten auch zu einer Veränderung der Bauherrenschaft. Bereits zuvor hatten wohlhabende Handwerker und Kaufleute Mietshäuser als Geldanlage errichten lassen. Im Verlauf der Industrialisierung nahmen aber auf die Erstellung von Geschosswohnungshäusern spezialisierte Unternehmen eine wachsende Rolle ein. Insbesondere agierten zunehmend Terraingesellschaften, die vor allem den Kauf von größeren Baugrundstücken, die Bauplanung und Verkehrserschließung für ganze Stadtquartiere abwickelten und entweder die Grundstücke an Bauherren weiterverkauften oder selbst Mietshäuser errichten ließen und diese an Investoren veräußerten oder auch im eigenen Bestand behielten, um Mieteinnahmen zu erzielen. Dieses Geschäftsmodell wurde mithilfe erheblicher Anteile von Fremdkapital betrieben. Dieses stellten wiederum Banken häufig über das Instrument des Pfandbriefs zur Verfügung. Insbesondere in den 1890er Jahren gründeten sich viele auf dieses Geschäftsmodell spezialisierte Banken, auch als Tochtergesellschaften bestehender Bankhäuser. Zum Teil stiegen die Banken selbst auch in das Immobilienentwicklungsgeschäft ein. Diese zunehmende Behandlung der Mietobjekte als Investitionsgüter führte auch zu einem zunehmenden Handel mit solchen Häusern. Ein weiterer Effekte dieser Entwicklung war die frühzeitige Sicherung von Agrarland im Umfeld der Großstädte mit der Aussicht, dort mittel- bis langfristig weitere Mietskasernen errichten zu können. Auch wiesen zahlreiche Umlandkommunen frühzeitig Bauland aus, um von diesen Prozessen zu profitieren.
Zu einem Wandel des Geschäftsmodells kam es ab etwa 1901, als das Hypothekenbankgesetz die Vergabe von Pfandbriefen stärker reglementierte und einschränkte. Der damit begrenzte Zugang zu Fremdkapital führte dazu, dass einige Terraingesellschaften Mietskasernen verstärkt für den eigenen Bestand bauen ließen und zu Wohnungsbaukonzernen wurden. Insgesamt verringerte sich bis zum Ersten Weltkrieg der Handel mit Bauland im Deutschen Reich.

## Reaktion auf das Wohnungselend
Die städtische Verwaltung reagierte auf das entstandene Wohnungselend nur zögerlich, weil die Arbeiterschaft in den städtischen Gremien kaum vertreten war. Weil das Bürgertum aber einen mit der Überbelegung einhergehenden Sittenverfall befürchtete, begann man sich ab den 1890er Jahren Gedanken zur Lösung des Problems der Kleinwohnungsfrage zu machen. Kommunaler Wohnungsbau wurde als Eingriff in die Marktwirtschaft zunächst abgelehnt. Einigen konnte man sich höchstens auf eine verbilligte Abgabe von Bauland, Minderung von Straßenerschließungskosten, Erleichterungen im Kreditwesen und auf eine strengere Aufsicht durch die Behörden. Um die Untervermietung einzudämmen, wurden bei späteren Bauten für die Arbeiter die Küchen klein gehalten, damit die Familie auch die übrigen Räume der Wohnung benutzen musste.
Als programmatische Gegenentwürfe zum Wohnungselend der Mietskasernen entstanden zum Beispiel die Gartenstadtbewegung und ab den 1920er Jahren ein genossenschaftlicher Wohnungsbau, in Wien die Gemeindebauten.